# Mokbula Manzoor
Mokbula Manzoor o Makbula Manzoor (en bengalí: মকবুলা মনজুর 1938 (también citado en 1939 o en 1945) es una escritora, ensayista, poeta, educacionista, y novelista bangladesí. El autor Syedur Rahman la cita junto con Akhtaruzzaman Ilias, Selina Hossain, y Hasan Hafizur Rahman como notables contribuidores a la moderna literatura bangladesí.
Manzoor es conocida por escribir desde la perspectiva de una mujer en una sociedad dominada por hombres; su novela de 1998 "Kaler Mandira" es uno de esos ejemplos, y hace referencia a la explotación femenina durante la guerra de Liberación de Bangladés en 1971. Es considerada una destacada escritora bangladesí, inspirada por los acontecimientos que llevaron a la creación del país, en 1971.

## Infancia
Su padre Mizanur Rahman escribía. Y, tenía 7 hermanos y hermanas; tres hermanos ensayistas Dr. Mukhlesur Rahman, bin Mizan director de cine, escritor Meher Aziz, y tres hermanas Reshma Khatoon, profesora Moslema Khatun, musaphika Ahmed. Ya, de adolescente, solía interpretar dramas.

## Obra

### Novelas
- Ar Ek Jiban (Another Life, 1968)
- Abasanna Gan (Tired Song, 1982)
- Baishakhe Shirna Nadi (The River Shrunk in Baishakh, 1983)
- Jal  Rang Chabi  (Watercolour  Painting, 1984)
- Atmaja O  Amra (Sons and Ourselves, 1988)
- Patita  Prithibi (The Fallen  Earth, 1989)
- Prem Ek Sonali Nadi (Love: A Golden River, 1989)
- Shiyare  Niyata Surja (The Perpetual Sun over the Lying  Head, 1989);
- Acena Nakshatra (The Unknown  Star, 1990)
- Kane Dekha Alo (Light for Observing the Bride, 1991)
- Nirbacita Premer Upanyas (Selected Novels of  Love, 1992);
- Nadite Andhakar  (Darkness on the River, 1996)
- LilaKamal (Woman’s Toy Lotus, 1996)
- Kaler Mandira (Time’s Cymbal, 1997)

## Galardones
- Bangladesh Lekhika Sangha Prize (1984)
- Qamar Kushtari Prize (1990)
- Rajshahi Lekhika Sangha  Literary Award (1993)
- National Archives and Library Best Book Prize  (1997)
- Bangla Academy Literary Award (2006)